# Зграда Службе друштвеног књиговодства Југославије
Зграда Службе друштвеног књиговодства Југославије налази се у београдској општини Стари град у улици Поп Лукина 7-9. За споменик културе града Београда проглашена је 12. фебруара 2020. године.

## Опште информације
Зграда је подигнута 1969. године према пројекту архитекте Петра Вуловића. Волумен зграде конципиран је правоугаоно и састоји се од шест спратова. Изнад приземља налази се мезанин који доприноси утиску монументалности и хармоничности. Стубови приземља зграде носе фасадни плашт од правилно модуловане мреже, саћа од низа прозора - по 33 на сваком спрату ка ширем корпусу зграде који је оријентисан ка саобраћајно и по важности споредној улици Поп Лукиној и по 6 прозора на сваком спрату ка главној саобраћајно важнијој Бранковој улици.
Зграда је правилно моделована према постулатима геометрије интернационалне архитектуре и постала је један од најдоследније примењених примера структуралног архитектонског концепта. Аутор зграде бавио се лепотом и могућности геометријске форме па је обликовао фасаду од идентичних правоугаоних прозорских оквира изливених од белог бетона са уграђеним парапетним плочама од природног камена. Динамику фасади дају закошени парапети и наглашени укрсти хоризонтала, као и вертикала фасадне мреже.
Својом архитектонском композицијом, бојом, хроматском обрадом и позицијом зграда стоји као пропилеј на улазу у старо језгро Београда. Ову ауторску архитектуру одликује естетичност, функционалност, квалитетна просторна организација, зналачки пројектована конструкција грађевине, висок домет уклапања у окружење и прилагођеност урбаном контексту. Споменик културе представља функционалистичку архитектуру обликовану у високом ауторском естетском изразу. Поседује и документарну вредност као сведочанство високог достигнућа српске и југословенске савремене архитектуре у токовима европског и светског градитељског израза, а такође и сведочанство економског развоја тадашње СФРЈ.
Зграда је лоцирана на месту уласка на Косанчићев венац чија граница је са леве стране Поп Лукине улице и на месту улска у Београд из правца Новог Београда. Заштићена околина споменика културе обухвата парцелу број 2081, КО Стари град у државној својини.